# Tênedos
Ténedos (português europeu) ou Tênedos (português brasileiro) (em grego: Τένεδος; romaniz.: Tenedhos), também conhecida como Bozcaada (em turco) é uma ilha perto da entrada para o estreito de Dardanelos, no noroeste do mar Egeu. É das poucas ilhas deste mar pertencentes à Turquia, que recebeu a soberania em virtude do tratado de Lausanne de 1923, apesar de uma população maioritariamente helenófona naquele momento. Situada entre a ilha turca de Gökçeada (ou Imbros) a norte e as ilhas gregas de Lemnos a noroeste, Agios Efstratios a sudoeste e Lesbos a sul, pertence à província de Çanakkale.

Localização na Turquia

A capital é a pequena cidade de Bozcaada, na costa leste, onde se destaca um antigo castelo veneziano. A maior altitude é o Göztepe (191 m), literalmente o "cerro do olho".
Tem 36 km² e cerca de 2 500 habitantes, dedicados maioritariamente à pesca e ao turismo. As uvas e o vinho de Ténedos são famosos desde há séculos. A população é de maioria turca, mas ainda resta uma centena de gregos na ilha.

## Mitologia
A ilha foi habitada bem mais tarde que Lesbos. Segundo seus habitantes na época de Diodoro Sículo, Cicno era um rei de Colonê, na Tróade, e, acreditando em calúnias contra a sua esposa, colocou seu filho Tenes em um baú, e jogou-o ao mar. O baú chegou à ilha, que então se chamava Leucofris; por Tenes ter sido milagrosamente salvo, ele se tornou rei da ilha.
Tenes foi um rei destacado pela justiça e outras virtudes; ele reuniu colonos e distribuiu a terra, fundando uma cidade de nome Tênedos.
Durante a Guerra de Troia, Tenes foi morto por Aquiles e a ilha foi saqueada pelos gregos. Foi de Tênedos que partiram as duas cobras, enviadas por Apolo, que mataram Laocoonte e seus filhos.

## História antiga

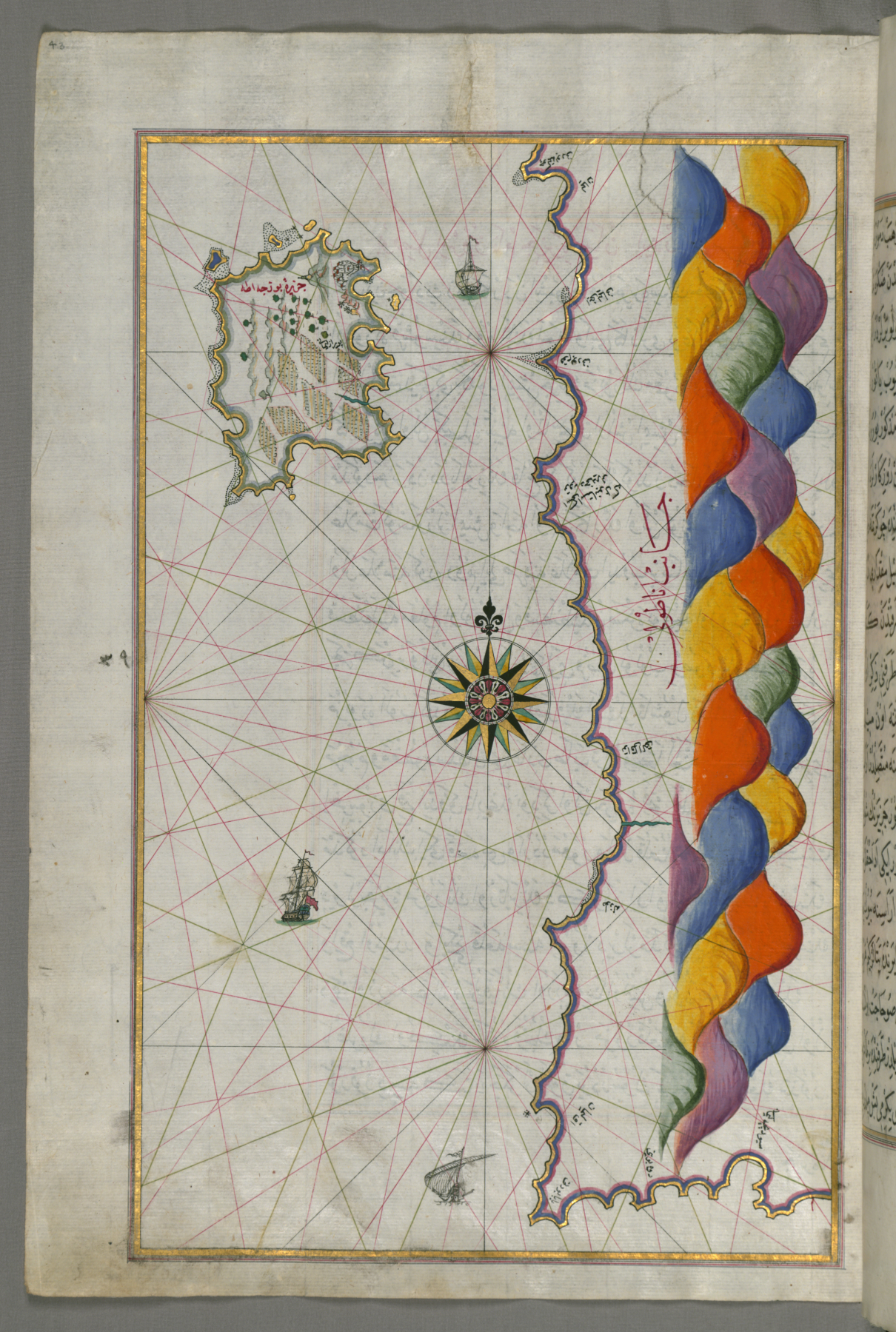
Mapa de Bozcaada de Piri Reis, século XVI

Situada na costa da antiga Tróade, ficou conhecida pelos nomes de Leucofris, Calidna, Fenice e Lirnessos e depois foi chamada Ténedos supostamente por Tenes, filho de Cicno. A ilha tinha apenas uma cidade, de nome também Ténedos, fundada pelos eólios, com o porto de Boreion. Tinha um templo dedicado a Apolo. As leis insulares eram muito respeitadas pelos locais e pelos outros gregos. Aristágoras foi magistrado chefe da ilha.
Durante a invasão persa foi ocupada temporalmente. Na guerra do Peloponeso foi aliada de Atenas, e pagava um tributo de 3 426 dracmas por ano. Em 389 a.C. a ilha foi arrasada pelos espartanos como represália pela sua fidelidade a Atenas. Pela paz de Antálcidas a ilha foi cedida à Pérsia, embora se mantivessem intensas relações com Atenas. Recuperou a liberdade com Alexandre Magno. Caiu nas mãos de Farnabaces, mas os locais revoltaram-se e fizeram-se de novo independentes. Durante a guerra da Macedónia contra a República Romana, foi um ponto estratégico. Lúcio Licínio Lúculo teve nas águas de Ténedos uma batalha contra Mitrídates VI do Ponto. Progressivamente perdeu importância e para o final da República Romana ficou sob o protectorado da cidade de Alexandria Troas. Manteve-se sem continuar decaindo durante o Império Romano. Justiniano construiu aí uns celeiros para recolher o trigo que chegava do Egipto na rota para Constantinopla.